# بيتوم

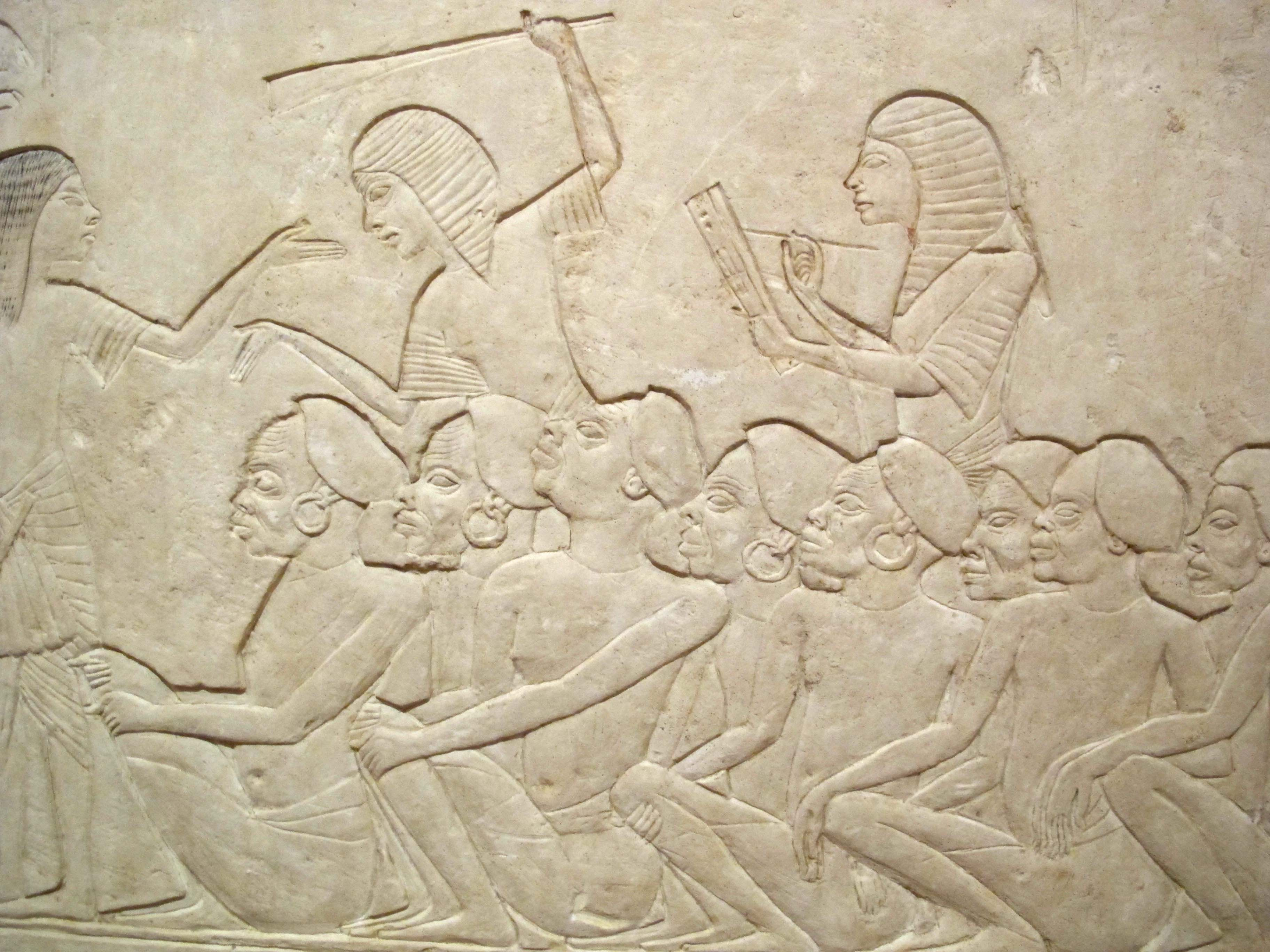

بيتوم (pithom) أو بيت أتوم (الإله الشمس ) هي مدينة تقع علي حدود مصر الشرقية في الوادي الذي شقت به قناة السويس الحالية . وكانت مقرا للقوافل التجارية . وقد اكتشف موقع آثارها أثناء حفر القناة في منطقة تل المسخوطة، وعثر به علي تماثيل علي هيئة أبو الهول ولوحات حجرية منقوشة .
وعثر بها على آنية فضية نقش عليها اسم قينو بن جشم ملك قيدار تدل على امتداد نفوذ مملكة قيدار إلى شرقي مصر في نهاية القرن الخامس قبل الميلاد، وهو ما يدعم ما ذكره المؤرخ هيرودوت من أن قبائل قيدار بن إسماعيل بن إبراهيم عاشت في شمالي سيناء وشرقي الحدود المصرية.